# Відносини Андорри та Іспанії
Андорра та Іспанія є членами Ради Європи, Організації Іберо-Американських держав та Організації Об'єднаних Націй.

## History

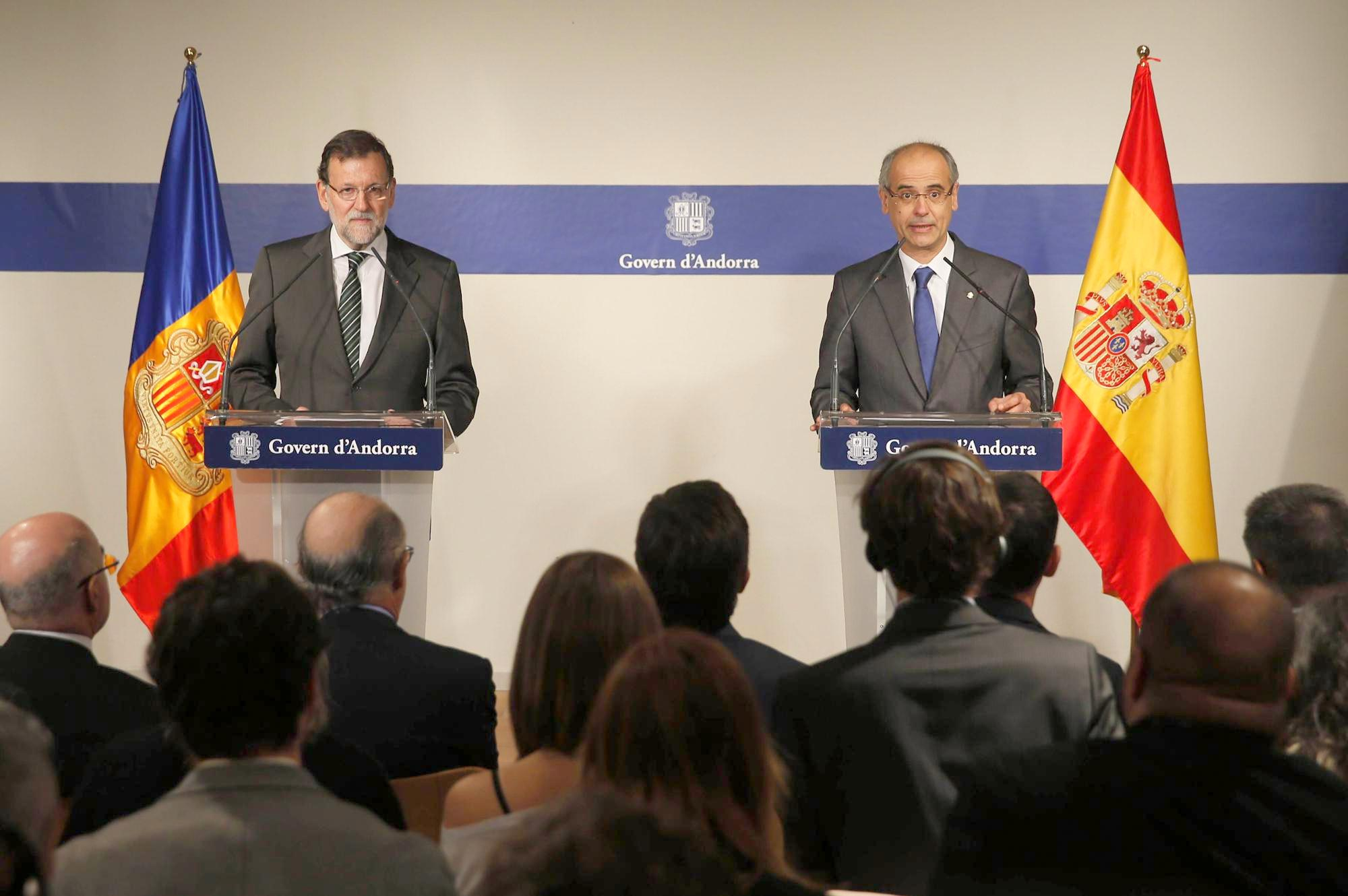
Прем'єр-міністр Іспанії Маріано Рахой та прем'єр-міністр Андорри Антоні Марті на прес-конференції під час візиту прем'єр-міністра Рахоя до Андорри; Січень 2015 року.

Андорра та Іспанія мають незвичайні та тривалі відносини. Андорра була створена Карлом Великим як буферна держава між Францією та завоюванням Іспанії Омейядами. У 1278 році, згідно з умовами угоди про «парераж», Андорра прийняла спільну вірність французькому та іспанському принцам після суперечок між французькими спадкоємцями графства Ургель та іспанськими єпископами Урхель. Понад 700 років Андоррою спільно керували лідер Франції та єпископ Урхель. Під час громадянської війни в Іспанії Андорра приймала біженців з обох сторін іспанського конфлікту. Під час Другої світової війни Андорра стала важливим контрабандним шляхом з Вішівської Франції до нейтральної Іспанії.
Офіційні дипломатичні відносини між Андоррою та Іспанією були встановлені після підписання спільного Договору про добросусідство, дружбу та співробітництво між Андоррою, Францією та Іспанією; після того, як Андорра прийняла нову конституцію, яка закріпила їх як парламентську демократію.  Єпископ Уржельський виступає співпринцем Андорри разом з президентом Франції . У 1993 році Іспанія відкрила постійне посольство в Андорра-ла-Велья . У 2005 році Андорра була прийнята до Організації іберо-американських держав, і того ж року прем'єр-міністр Андорри Альберт Пінтат взяв участь на Іберо-американському саміті, що відбувся в Саламанці, Іспанія. У січні 2015 року прем'єр-міністр Іспанії Маріано Рахой став першим іспанським лідером, який відвідав Андорру.  Візит став яскравим прикладом хорошого стану двосторонніх відносин. Поступове поглиблення двосторонніх відносин між Андоррою та Іспанією просунулося завдяки офіційним запрошенням, зробленим у листопаді 2016 року Антоні Марті королю Іспанії Феліпе VI, відвідати князівство. 
Іспанці є найбільшою національністю, яка відвідує Андорру з туристичною метою. Громадяни Іспанії також є найбільшими іноземними жителями в Андоррі: в Андоррі проживає понад 18 000 громадян Іспанії. 
25 березня 2021 року король Іспанії Феліп VI здійснив перший державний візит іспанського короля до сусідньої Андорри. 

## Двосторонні угоди
З 1993 року обидві країни підписали декілька двосторонніх угод, таких як Договір про добросусідство, дружбу та співробітництво (1993); Угода про Статут Єпископського Співкнязя (1995); Угода про в'їзд, переміщення, проживання та встановлення громадян кожної нації (2000 р.); Угода про соціальне забезпечення (2002 р.); Угода про взаємне визнання дозволів на зброю мисливської та спортивної стрільби (2005 р.); Угода з питань освіти (2005); Угода про співпрацю між Генеральною радою юстиції та Вищою радою юстиції (2006 р.); Угода про обмін інформацією з питань оподаткування (2010); Угода про доступ до університетів кожної країни (2010); Договір про передачу відходів (2011 р.); Протокол про співпрацю між Генеральним прокурором Іспанії та президентом Вищої ради юстиції Андорри щодо встановлення програми обмінів та візитів прокурорів (2014 р.); Угода про уникнення подвійного оподаткування (2015 р.); Угода про міжнародні автомобільні перевезення (2015); Меморандум про взаєморозуміння, дружбу та загальну співпрацю (2015); Угода між Генеральною радою юстиції Іспанії та Вищою радою юстиції Андорри (2015 р.); Конвенція про боротьбу зі злочинністю та співробітництво в питаннях безпеки (2015 р.); Меморандум про взаєморозуміння між AEMPS та Міністерством охорони здоров’я Андорри щодо співробітництва у сфері ліків, товарів для здоров’я та косметики (2017 р.); Меморандум про взаєморозуміння щодо передачі людей з діагнозом інфекційні захворювання високого ризику на лікування в спеціалізовані медичні центри в Іспанії (2017 р.); Угода про здійснення оплачуваної професійної діяльності утриманцями дипломатичного, консульського, адміністративного та технічного персоналу дипломатичних представництв, консульських установ та постійних представництв перед міжнародними організаціями від однієї держави до іншої (2017 р.) та Меморандум про взаєморозуміння у сфері кібербезпеки (2017)

## Торгівля
У 2017 році товарообіг між Андоррою та Іспанією склав 835 мільйонів євро.  Основний експорт Андорри до Іспанії: тютюн і меблі. Іспанія експортує до Андорри більшість основних продуктів харчування та палива цієї країни. Іспанія є найбільшим торговим партнером Андорри. В Андоррі працюють кілька іспанських транснаціональних компаній. Кілька андоррських банків працюють в Іспанії. 

## Постійні дипломатичні представництва
- Андорра має посольство в Мадриді . [4]
- Іспанія має посольство в Андорра-ла-Велья . [5]

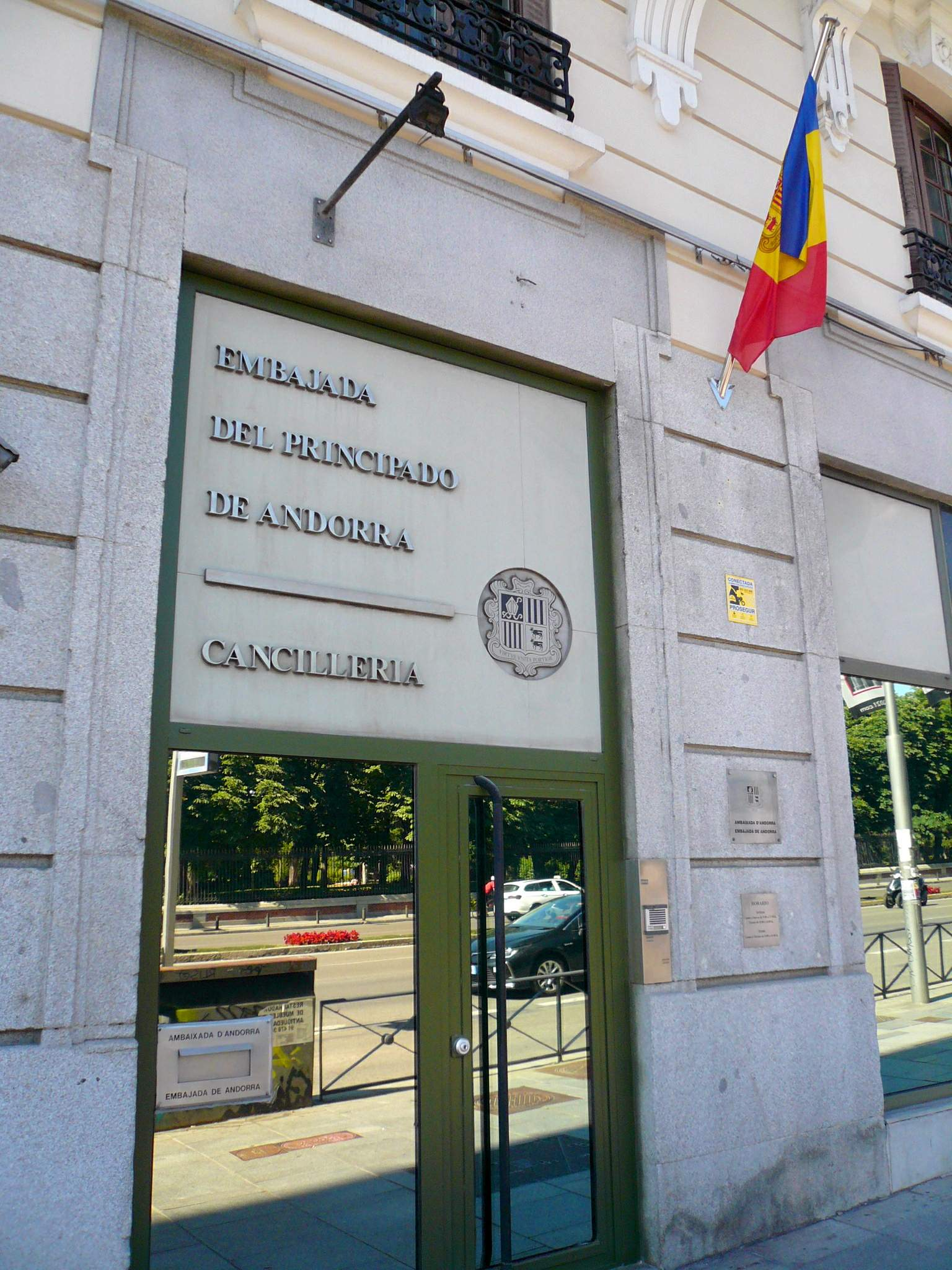
Посольство Андорри в Мадриді
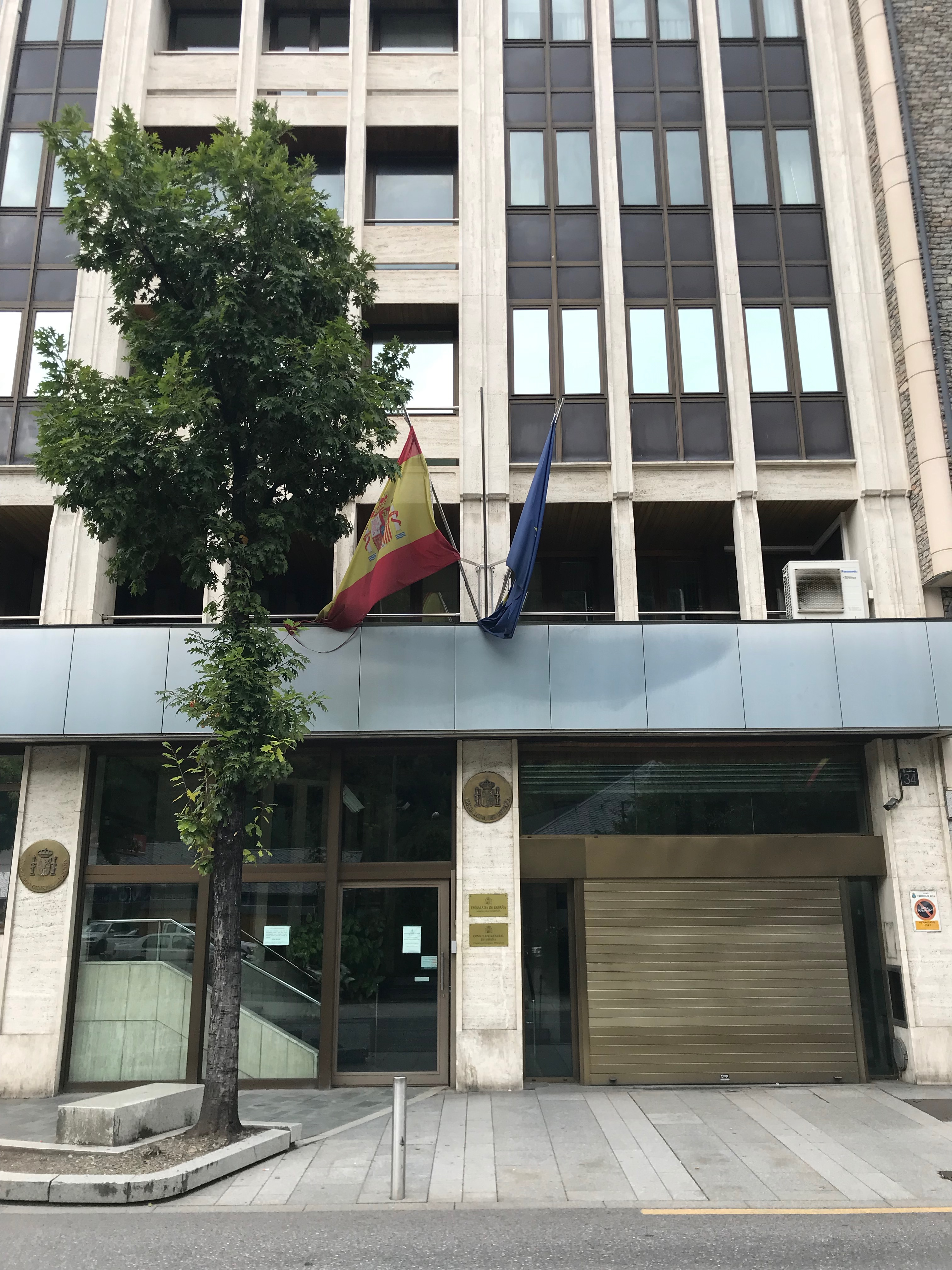
Посольство Іспанії в Андорра-ла-Велья

## Дивіться також
- Кордон Андорри та Іспанії
- Відносини Андорри та Європейського Союзу

## Подальше читання
- Hague Roma, Jean-Louis; Valle, Gloria del Mar del (2002). Las relaciones entre la República Española y Andorra entre 1937 y 1939: el coronel René Baulard y el paso de los refugiados al Aiège y al Rosellón. Cuadernos Republicanos (48): 39—69. ISSN 1131-7744.